# تاكيهارو إيشيموتو
تاكيهارو إيشيموتو (石元丈晴 إيشيموتو تاكيهارو) هو ملحن وعازف سنثسيزر ياباني ولد في 29 مايو في محافظة ميازاكي.

## أعماله في الأنمي

### أوفا أنمي
- لاست أوردر:فاينل فانتسي 7

## أعماله في ألعاب الفيديو
- بيفور كرايسس: فاينل فانتسي 7
- كرايسس كور: فاينل فانتسي 7
- ديسيديا: فاينل فانتسي
- ديسيديا 012 فاينل فانتسي
- ذا وورلد إندز ويث يو
- MONOTONE
- سلسلة كينجدوم هارتس
  - كينجدوم هارتس بيرث باي سليب (بالتعاون مع يوكو شيمومورا وتسويوشي سيكيتو)
  - كينجدوم هارتس 3D: دريم دروب ديستانس (بالتعاون مع يوكو شيمومورا وتسويوشي سيكيتو)

## وصلات خارجية
- تاكيهارو إيشيموتو على موقع IMDb (الإنجليزية)
- تاكيهارو إيشيموتو على موقع ميتاكريتيك (الإنجليزية)
- تاكيهارو إيشيموتو على موقع روتن توميتوز (الإنجليزية)
- تاكيهارو إيشيموتو على موقع ميوزك برينز (الإنجليزية)
- تاكيهارو إيشيموتو على موقع أول ميوزيك (الإنجليزية)
- تاكيهارو إيشيموتو على موقع ديسكوغز (الإنجليزية)
- تاكيهارو إيشيموتو على موقع قاعدة بيانات الفيلم (الإنجليزية)

- نسخة محفوظة 14 مايو 2011 على موقع واي باك مشين.